# Lasioglossum leucopymatum
Lasioglossum leucopymatum är en biart som först beskrevs av Dalla Torre 1896.  Lasioglossum leucopymatum ingår i släktet smalbin, och familjen vägbin. Inga underarter finns listade i Catalogue of Life.